# Клецьк (станція)
Кле́цьк (біл. Кле́цк) — проміжна залізнична станція Барановицького відділення Білоруської залізниці на лінії Осиповичі I — Барановичі-Поліські між зупинними пунктами Зубки (5 км) та Щепичі (6,6 км).
Розташована в однойменому місті Мінської області.

## Пасажирське сполучення
Приміське сполучення здійснюється поїздами регіональних ліній економ-класу сполученням Барановичі-Поліські — Слуцьк.